# Inocutis ludoviciana
Inocutis ludoviciana es una especie de hongo de la familia Hymenochaetaceae.

## Sinonimia
Inonotus ludovicianus, Polyporus ludovicianus y Xanthochrous ludovicianus.

## Clasificación y descripción de la especie
Basidioma, anual, pileado-sésil a subestipitado, simple, imbricado o en forma de roseta, de consistencia corchosa de 80-380 × 50-200 × 10-40 mm. Píleo dimidiado o flabeliforme, de color marrón rojizo a marrón obscuro, poros circulares a angulares, de 2-3 por mm, con el borde fimbriado a entero; tubos hasta 15 mm de profundidad, de color marrón rojizo. Contexto hasta 30 mm de grosor, simple, fibroso, azonado o ligeramente zonado, de color marrón brillante a marrón obscuro. Sistema hifal monomítico, con hifas generativas de amarillentas a marrón doradas o marrón rojizas, simples a poco ramificadas, con paredes delgadas a gruesas, de 4-8 μm de diámetro. Setas himeniales y setas hifales ausentes. Basidios de 15-25 x 4-7 μm, hialinos a amarillentos, clavados, tetraspóricos. Basidiosporas de 5-6.5 x 3.5-4.5 μm, elipsoidales, de marrón amarillentas a marrón rojizas, inamiloides, lisas, con paredes delgadas.

## Distribución de la especie
Los registros de esta especie son pocos, en México se encuentra en los estados de Hidalgo y Veracruz.

## Ambiente terrestre
Crece formando grupos (gregario), sobre madera de árboles vivos de encinos (Quercus spp.) y liquidámbar (Liquidambar styraciflua) en el bosque mesófilo de montaña.

## Estado de conservación
Se conoce muy poco de la biología y hábitos de los hongos, por eso la mayoría de ellos no se han evaluado para conocer su estatus de riesgo (Norma Oficial Mexicana 059).

## Importancia cultural y usos
Ocasiona pudrición blanca.